# La novia (álbum)
La novia es el cuarto álbum en vivo y el noveno en general de la cantante estadounidense de música cristiana Christine D'Clario. Fue lanzado el 23 de agosto de 2024 por GraceHouse Music.
De este álbum, se desprenden sencillos: «Aleluya, Él viene ya», «Ruge» y «Tuyo soy» entre otros. En este álbum, cuenta con las participaciones de Miel San Marcos, Alex Zurdo, Majo & Dan, Naomi Raine, Elevation Worship y Montesanto.

## Contenido
El contenido de este álbum tiene música con esencia acústica entre blues, balada y gospel. Fue grabado en junio de 2024 en el Coliseo de Puerto Rico José Miguel Agrelot.
El álbum está compuesto exclusivamente por canciones inéditas, tales como «De gloria en gloria», «Para mí es sólo Cristo» y «Él viene otra vez» entre otras. Asimismo, cuenta con canciones interpretadas de forma bilingüe, siendo en español e inglés, y el sencillo «Tantas historias» que ya había sido presentado anteriormente.

## Lista de canciones
| N.º | Título                                                            | Duración |  |
| 1.  | «Aleluya, Él viene ya»                                            | 4:58     |  |
| 2.  | «Hay fiesta en este lugar»                                        | 4:14     |  |
| 3.  | «A ti correré»                                                    | 4:45     |  |
| 4.  | «Hermoso»                                                         | 4:30     |  |
| 5.  | «De gloria en gloria» (con Miel San Marcos)                       | 6:32     |  |
| 6.  | «Heme aquí»                                                       | 8:31     |  |
| 7.  | «Para mí es sólo Cristo» (con Majo & Dan)                         | 7:47     |  |
| 8.  | «Romance en fe»                                                   | 5:15     |  |
| 9.  | «Tantas historias»                                                | 4:27     |  |
| 10. | «Ruge» (con Montesanto)                                           | 4:27     |  |
| 11. | «Tumbas a jardines (Graves into Gardens)» (con Elevation Worship) | 6:21     |  |
| 12. | «Tuyo soy (I Am Yours)» (con Naomi Raine y Elevation Worship)     | 10:39    |  |
| 13. | «De repente (All Of A Sudden)» (con Elevation Worship)            | 11:44    |  |
| 14. | «Es mi Rey»                                                       | 4:04     |  |
| 15. | «Él viene otra vez» (con Alex Zurdo)                              | 4:38     |  |
| 16. | «Jesús ven ya»                                                    | 6:20     |  |